# Lü Buwei
Lü Buwei (吕不韦; 呂不韋; Lǚ Bùwéi), död 235 f.Kr., var en kinesisk minister i staten Qin under slutet av epoken De stridande staterna.

## Vägen till makten
Lü Buwei var en framgångsrik köpman från Yangdi (陽翟), (dagens Yuzhou) eller enligt en källa från Puyang i Henan. En av kronprins Lord Anguo av Qins söner Zichu satt som gisslan i staten Zhaos huvudstad Handan. När Lü Buwei var i Handan på affärsresa träffade han Zichu, och de enades om en konspiration för att ändra tronföljden. Lü Buwei skulle göra Zichu till arvtagare, och därmed kronprins i utbyte mot att Lü Buwei skulle få makt när Zichu blev kung. Lü Buwei övertygade Lord Anguo genom att smickra hans fru Änkedrottning Huayang att göra Zichu till arvtagare.
För att stärka sin position gav Lü Buwei sin konkubin Zhao Ji till Zichu, och hon födde senare sonen Ying Zheng (som senare skulle bli Kinas första kejsare) och hon blev hans gemål. Eventuellt var Zhao Ji redan gravid när hon gavs bort, och det är möjligt att Lü Buwei var far till Ying Zheng.

## Tiden som försteminister
År 249 f.Kr. tillträder Zichu som Kung Zhuangxiang av Qin och Lü Buwei blev enligt konspirationen försteminsiter och även hertig av Wenxin. När kung Zhuangxiang avlidit, och Ying Zheng som trettonåring tillträtt som kung 246 f.Kr. fortsatte Lü Buwei som försteminsiter och fick titeln markis av Wenxin. Lü Buwei bjöd in många främmande rådgivare och lärda till landet. Han bad sina gäster att skriva ner sina lärdomar, och detta samlades till uppslagsverket Herr Lüs annaler (吕氏春秋) som fortfarande finns bevarad.
När kungen var ung hade Lü Buwei fortsatta relationer med sin tidigare konkubin Zhao Ji som blivit Änkedrottning. När kungen med tiden blev äldre och närmade sig sin myndighetsdag ville Lü Buwei komma ifrån relationen och introducerade Lao Ai för änkedrottningen, och de blev förälskade. Lü Buwei arrangerade en fejkad kastrering av Lao Ai för att han skulle kunna anställas som eunuck i änkedrottningens tjänst.

## Slutet på karriären
Lao Ai avslöjades som falsk eunuck och anklagades även för ett planerat maktövertagande och avrättades 238 f.Kr. Kungen ville även avrätta Lü Buwei för hans inblandning, men på grund av vad Lü Buwei gjort för kungens far skonades han. Dock avsattes Lü Buwei 237 f.Kr. på grund av sitt samröre med Lao Ai och skickades till Henan. Lü Buwei hade fortsatta kontakter med många sändebud från andra riken, och Qins kung började frukta att han planerade en statskupp. Lü Buwei kände att situationen började bli ohållbar begick självmord 235 f.Kr. genom att dricka gift, och han begravdes i hemlighet.
Lü Buweis namn finns på många arkeologiska fynd från perioden såsom på svärd och hillebard.